# Aiptasiomorphidae
Aiptasiomorphidae é uma família de cnidários antozoários da infraordem Thenaria, subordem Nyantheae (Actiniaria).

## Géneros
- Aiptasiomorpha Stephenson, 1920